# TT219
TT219 (Theban Tomb 219) è la sigla che identifica una delle Tombe dei Nobili ubicate nell'area della cosiddetta Necropoli Tebana, sulla sponda occidentale del Nilo dinanzi alla città di Luxor, in Egitto. Destinata a sepolture di nobili e funzionari connessi alle case regnanti, specie del Nuovo Regno, l'area venne sfruttata, come necropoli, fin dall'Antico Regno e, successivamente, sino al periodo Saitico (con la XXVI dinastia) e Tolemaico.

## Titolare
TT219 era la tomba di:
| Titolare | Titolo                                       | Necropoli      | Dinastia/Periodo | Note                                  |
| -------- | -------------------------------------------- | -------------- | ---------------- | ------------------------------------- |
| Nebmaat  | Servo del Luogo della Verità a ovest di Tebe | Deir el-Medina | XIX-XX dinastia  | a nord della TT1; tre tombe collegate |

## Biografia
Nebmaat, omonimo del nonno, fu figlio di Amennakht, titolare della TT218, e Iymway.	Khaemteri (TT220) fu suo fratello. La moglie si chiamava Mertseger e dai rilievi è possibile appurare che avesse un figlio di nome Wepwautmosi e almeno una figlia, di cui non è però riportato il nome..

## La tomba
La tomba TT219 fa parte di un complesso unico con le adiacenti TT218 e TT220 rispettivamente del padre Amennakht e del fratello Khaemteri. Si tratta di tre distinte cappelle esterne cui fa riscontro un unico appartamento funerario sotterraneo cui si accede da un pozzo che si trova nel cortile antistante le tre sepolture, e segnatamente a breve distanza dall'ingresso delle TT218.
Nella cappella superiore (1 blu in planimetria) Anubi/sciacallo accovacciato dinanzi al simbolo Sekhem; ai lati della porta di accesso alla cappella superiore (2) sei Servi del Luogo della Verità recano farro nel corte funebre che prosegue sulla adiacente parete (3) in cui, su tre registri (danneggiati) sono riportati parenti (?) e processione verso la piramide tombale. Sull'altro lato della porta (4) i resti di tre divinità femminili; Nekhtamon (TT335), con suo figlio in offertorio a Nebra, fratello del defunto e a sua moglie. Sulla parete adiacente (5) scene di psicostasia con Thot/babbuino e il defunto presentato da Anubi ad Amenhotep I in palanchino; aiutanti dinanzi alla coppia e il defunto con la moglie offrono libagioni agli dei su un braciere. Sulla parete di fondo (6), a sinistra, il defunto e la famiglia; a destra, su tre registri, scene di offertorio.
Dal cortile antistante si accede, tramite un pozzo all'appartamento funerario sotterraneo che presenta ancora una parte comune (numerazione in rosso in planimetria) con una prima anticamera da cui si accede a una seconda anticamera che consente l'accesso alle tre camere funerarie connesse alle tombe TT218 (numerazione in rosso), TT219 (numerazione in blu) e TT220 (numerazione in nero). Nella rampa di scale che dà accesso alla prima anticamera (4 rosso) resti della barca di Ra adorata dal defunto (Amennakht) rappresentato inginocchiato ad entrambi i lati con due Anubi/sciacallo; su due registri (5 rosso) la barca di Ra con Hathor e alcuni babbuini in adorazione; parenti trainano il sarcofago seguiti da preti di Ra; (6 rosso) il defunto con un inno a Ra. Nella prima anticamera, (7 rosso) il defunto accucciato sotto una palma beve da un laghetto mentre la moglie è in adorazione degli dei riportati nella scena della parete della adiacente parete (9) Thot, Geb, Horus, Nut, Shu, Khepri e il defunto inginocchiato con la famiglia con un inno a Ra; poco discosto, la moglie accucciata sotto una palma beve da un laghetto mentre la figlia (di cui non è indicato il nome) è in adorazione di divinità della scena successiva (8 rosso) Ptah, Thot, Selkis, Neith, Nut, Nephtys e Iside; sono inoltre rappresentati il defunto e la moglie, inginocchiati, con due bambini e un inno a Ra. Sull'architrave della scala che immette nella seconda anticamera (10 rosso), Osiride seduto con la personificazione di un pilastro djed dinanzi alle colline, a un falco e a Nut che abbraccia il disco solare; ai lati il defunto con il figlio Khaemteri (TT220) inginocchiati, e il defunto con il figlio Nebmaat (TT219), tutti in adorazione di Ra.
Al centro della seconda anticamera si apre l'accesso alla camera funeraria di Amennakht, cui si accede tramite una scala: (7 blu) su due registri, Anubi/sciacallo e un figlio, come prete, che offre libagioni al padre e alla madre. Sulla parete adiacente (8 blu) Iside alata, il defunto, assistito dalla moglie che suona un flauto, offre mazzi di fiori e incenso a Osiride, Amenhotep I, Hathor (?), Ahmose Nefertari; il defunto seguito da una figlia (nome non indicato) e la moglie giocano a dama in presenza di tre dee, con un uccello ba, e di babbuini in adorazione. Su altra parete (9 blu) Wepwautmosi, figlio del defunto, con la foglie offre libagioni ai genitori. Sulla parete più corta (10 blu), Nephtys alata, Anubi con gli strumenti per la Cerimonia di apertura della bocca che accudisce alla mummia su un catafalco. Poco oltre (11), su due registri sovrapposti, il defunto che offre fiori a Satet e a Neith, mentre il figlio Wepwautmosi e sua moglie offrono fiori a Ra e Sekhmet, preti in offertorio a Ptah e Maat e il defunto presentato da Anubi a Osiride e alla dea dell'Occidente (Mertseger). Scene della processione funeraria con il trasporto della mummia verso la piramide tombale. Una breve scala adduce a una seconda camera funeraria priva di decorazioni..

### Annotazioni
1. ↑  La numerazione dei locali e delle pareti segue quella di Porter e Moss 1927, p. 318.
2. ↑  La prima numerazione delle tombe, dalla numero 1 alla 253, risale al 1913 con l'edizione del "Topographical Catalogue of the Private Tombs of Thebes" di Alan Gardiner e Arthur Weigall. Le tombe erano numerate in ordine di scoperta e non geografico; ugualmente in ordine cronologico di scoperta sono le tombe dalla 253 in poi.
3. ↑  I campi della Duat, ovvero l'aldilà egizio, si trovavano, secondo le credenze, proprio sulla riva occidentale del grande fiume.
4. ↑  Nella sua epoca di utilizzo, l'area era nota come "Quella di fronte al suo Signore" (con riferimento alla riva orientale, dove si trovavano le strutture dei Palazzi di residenza dei re e i templi dei principali dei) o, più semplicemente, "Occidente di Tebe".
5. ↑  le Tombe dei Nobili, benché raggruppate in un'unica area, sono di fatto distribuite su più necropoli distinte.
6. ↑  Le note, sovente di inquadramento topografico della tomba, sono tratte dal "Topographical Catalogue" di Gardiner e Weigall, ed. 1913 e fanno perciò riferimento alla situazione dell'epoca.
7. ↑  Set-Maat = "Luogo della Verità" era uno dei nomi con cui era noto il villaggio operaio di Deir el-Medina. Il villaggio era anche noto come Pa-demi, ovvero, semplicemente, "il villaggio".
8. ↑  Trattandosi di tre distinte sepolture in planimetria i locali sono stati differenziati con diversi colori dei riferimenti: rosso per la TT218; blu per la TT219 e nero per la TT220.

### Fonti
1. ↑  Gardiner e Weigall 1913.
2. ↑  Donadoni 1999,  p. 115.
3. 1 2  Gardiner e Weigall 1913, p. 36.
4. ↑  Gardiner e Weigall 1913, pp. 36-37.
5. ↑  Gardiner e Weigall 1913, p. 37.
6. ↑  Porter e Moss 1927,  p. 315.
7. ↑  Porter e Moss 1927,  pp. 320-322.